# Hiéracon
 (mai 2020).
Si vous disposez d'ouvrages ou d'articles de référence ou si vous connaissez des sites web de qualité traitant du thème abordé ici, merci de compléter l'article en donnant les références utiles à sa vérifiabilité et en les liant à la section « Notes et références ».
| O1 | G7AA | X1 · Z4 | O49 · X1 |

| O1 | G7AA | X1 · Z4 | O49 · X1 |

Hiéracon ou Hiérakon (Hiérakon Komi, Ἱεράκων κώμη , Ptolémée vi. 7. Le § 36), également appelée en égyptien ancien Per-Nemty, est une ancienne ville fortifiée de Haute-Égypte située sur la rive droite du Nil, aujourd'hui le site du village moderne d' al-ʿAtawlah, Égypte. Sur ce site à l'époque romaine, était cantonné les cohors prima des auxiliaires lusitaniens. Il se tenait presque à mi-chemin entre l'extrémité ouest des Ἀλαβαστρινὸν ὄρος ou montagnes Alabstrine (le site de la nécropole de Kom al-Ahmar) et la ville d'Assiout (grec Lycopolis). 
Hiéracon ne doit pas être confondu avec Nekhen (Ἱεράκων πόλις, Hierakon polis Strabon xvii. p. 817), au sud de Thèbes, presque en face d'Eileithyias polis (Ειλείθυιας πόλις, Nekheb égyptien, El Kab moderne), et capitale du troisième nome de Haute-Égypte. 